# Coll de Carançà
El Coll de Carançà, o de la Vaca, és un coll de la carena axial de la serralada dels Pirineus, a 2.739,1 metres d'altitud, en el límit dels termes comunal de Fontpedrosa, a la comarca del Conflent, de la Catalunya del Nord i municipal de Queralbs, a la del Ripollès.
És a l'extrem meridional del terme de Fontpedrosa i al nord del de Queralbs. Es troba a llevant del Coll de Noucreus, o de les Nou Creus, i a ponent dels Pics de la Vaca. És a l'extrem sud del circ on s'origina el Torrent de Carançà.